# Özvegy billegető
Az özvegy billegető (Motacilla aguimp) a madarak osztályának verébalakúak (Passeriformes) rendjébe és a billegetőfélék (Motacillidae) családjába tartozó faj.

## Rendszerezése
A fajt Coenraad Jacob Temminck holland ornitológus írta le 1820-ban.

## Alfajai
- Motacilla aguimp aguimp Temminck, 1820
- Motacilla aguimp vidua Sundevall, 1850[2]

## Előfordulása
Afrikában, Angola, Benin, Botswana, Burkina Faso, Burundi, a Dél-afrikai Köztársaság, Dél-Szudán,  Csád, Kamerun, a Közép-afrikai Köztársaság, a Kongói Köztársaság, a Kongói Demokratikus Köztársaság, Elefántcsontpart, Egyiptom, Egyenlítői-Guinea, Eritrea, Etiópia, Gabon, Gambia, Ghána, Guinea, Bissau-Guinea, Kenya, Lesotho, Libéria, Malawi, Mali, Mauritánia, Mozambik, Namíbia, Niger, Nigéria, Ruanda, Szenegál, Sierra Leone, Szomália, Szudán, Szváziföld, Tanzánia, Togo, Uganda, Zambia, és Zimbabwe területén honos. 
A természetes élőhelye szubtrópusi és trópusi édesvízi tavak, folyók és patakok környéke, valamint vidéki kertek és városi régiók. Állandó, nem vonuló faj.

## Megjelenése
Testhossza 20 centiméter, testtömege 22–33 gramm.
|  |

## Életmódja
Főleg rovarokkal táplálkozik.

## Természetvédelmi helyzete
Az elterjedési területe rendkívül nagy, egyedszáma pedig stabil. A Természetvédelmi Világszövetség Vörös listáján nem fenyegetett fajként szerepel.